# Mécringes
Mécringes est une commune française située dans le département de la Marne, en région Grand Est.

## Géographie

### Localisation

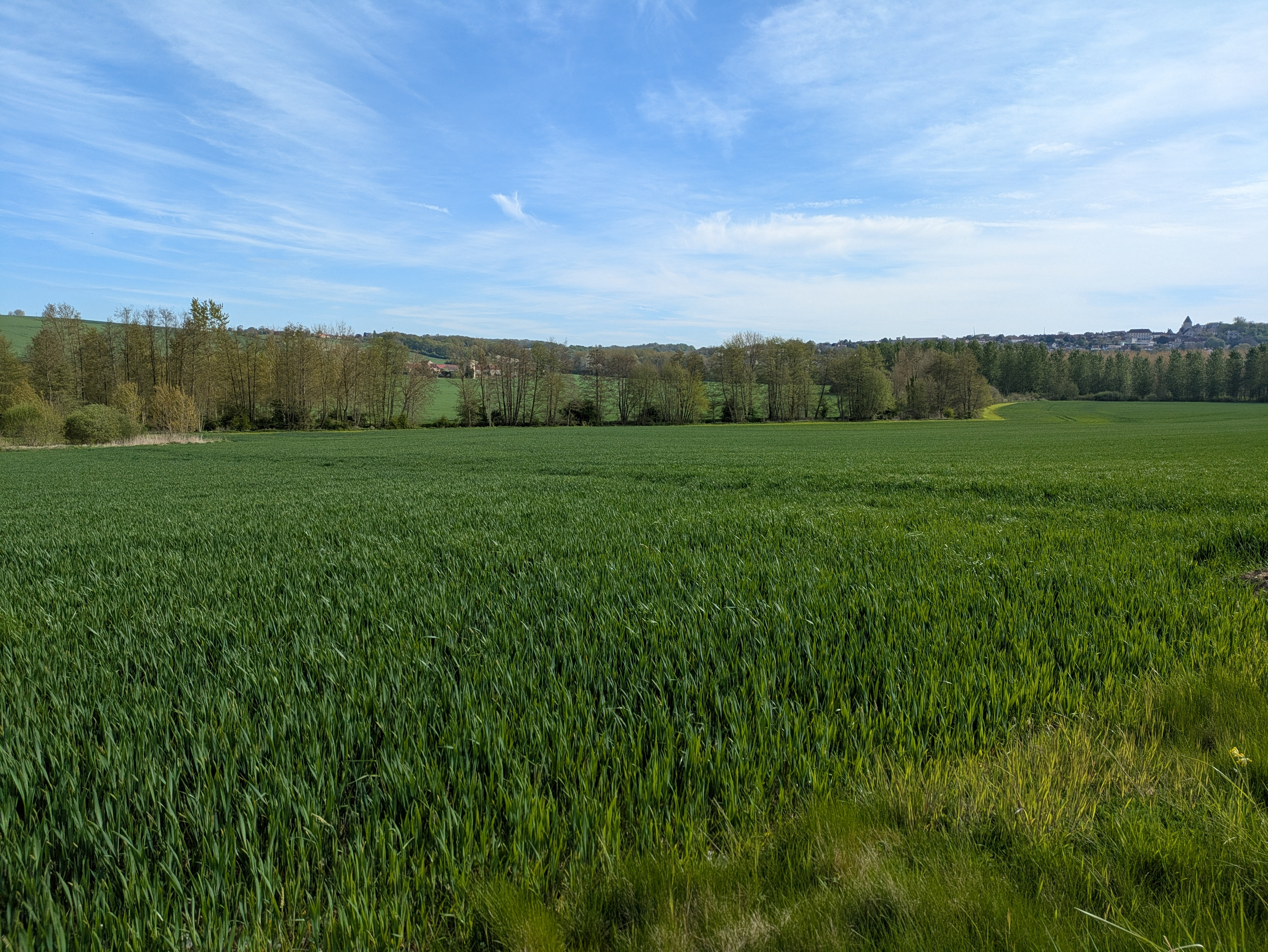
La vallée du Petit Morin entre Mécringes et Montmirail.

Mécringes se trouve au sud-ouest du département de la Marne, en région Grand Est. La commune appartient à la région agricole de la Brie champenoise.
La commune de Mécringes s'étend sur une superficie de 1 068 hectares. Sur son territoire, l'altitude varie de 112 à 215 mètres. Le relief est marqué par la vallée du Petit Morin, qui traverse le nord de la commune. C'est là que se trouvent les hameaux d'Aucourt, le Bourg, la Chaussée et Boulante (d'ouest en est),. L'altitude s'élève ensuite rapidement vers le sud, occupé par le plateau briard et les hameaux de le Chêne et Hochecourt.
Par la route, Mécringes se situe à 67 km de Châlons-en-Champagne, préfecture, à 46 km d'Épernay, sous-préfecture, et à 26 km de Sézanne, bureau centralisateur du canton de Sézanne-Brie et Champagne dont dépend Mécringes depuis 2015. La commune fait en outre partie du bassin de vie de Montmirail, commune distante de 3 km par la route.
Le territoire de la commune est limitrophe de ceux de sept communes :
|                                                                   | Dhuys et Morin-en-Brie (Cne deléguée de Marchais-en-Brie) | Montmirail      |
| Dhuys et Morin-en-Brie (Cne deléguée de La Celle-sous-Montmirail) | Mécringes                                                 |                 |
|                                                                   | Rieux, Morsains                                           | Le Gault-Soigny |

### Hydrographie

#### Réseau hydrographique
La commune est dans la région hydrographique « la Seine de sa source au confluent de l'Oise (exclu) » au sein du bassin Seine-Normandie. Elle est drainée par le Petit Morin, le ru de Vinet, le fossé 01 de Molincourt et un bras du Petit Morin,,.
Le Petit Morin, d'une longueur de 86 km, prend sa source dans la commune de Val-des-Marais et se jette dans la Marne à La Ferté-sous-Jouarre, après avoir traversé 29 communes. Les caractéristiques hydrologiques du Petit Morin sont données par la station hydrologique située sur la commune. Le débit moyen mensuel est de 1,93 m3/s. Le débit moyen journalier maximum est de 17 m3/s, atteint lors de la crue du 27 février 2024. Le débit instantané maximal est quant à lui de 19,3 m3/s, atteint le même jour.

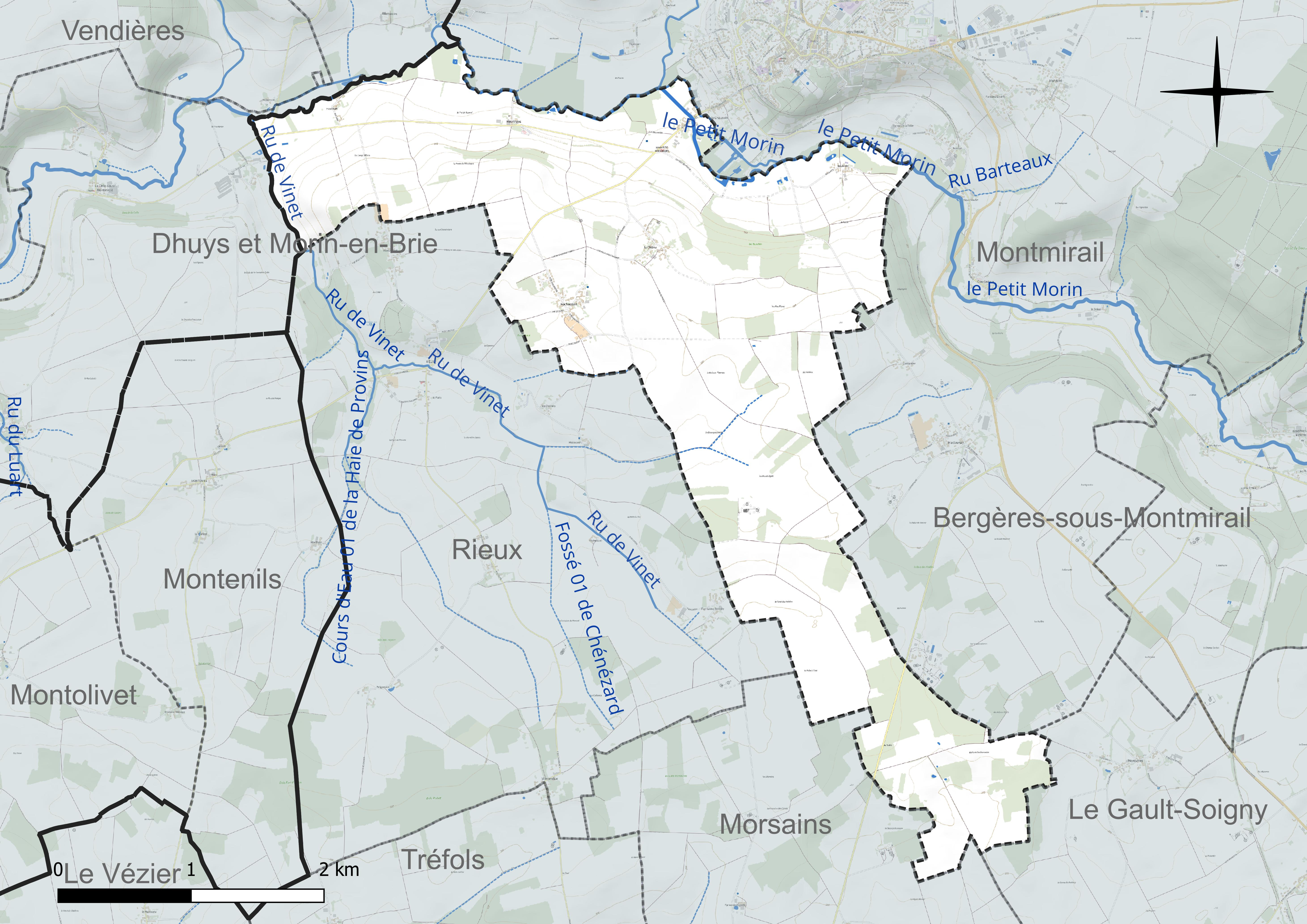
Réseau hydrographique de Mécringes.

#### Gestion et qualité des eaux
Le territoire communal est couvert par le schéma d'aménagement et de gestion des eaux (SAGE) « Petit et Grand Morin ». Ce document de planification concerne le territoire des bassins versants du Petit Morin (630 km2) et du Grand Morin (1 185 km2) et se répartit sur trois départements (la Marne, l'Aisne et la Seine-et-Marne). Il a été approuvé le 21 octobre 2016. La structure porteuse de l'élaboration et de la mise en œuvre est le Syndicat mixte d'aménagement et de gestion des eaux (SMAGE) - EPAGE. 
La qualité des cours d’eau peut être consultée sur un site dédié géré par les agences de l’eau et l’Agence française pour la biodiversité. 

### Climat
Pour des articles plus généraux, voir Climat du Grand Est et Climat de la Marne.

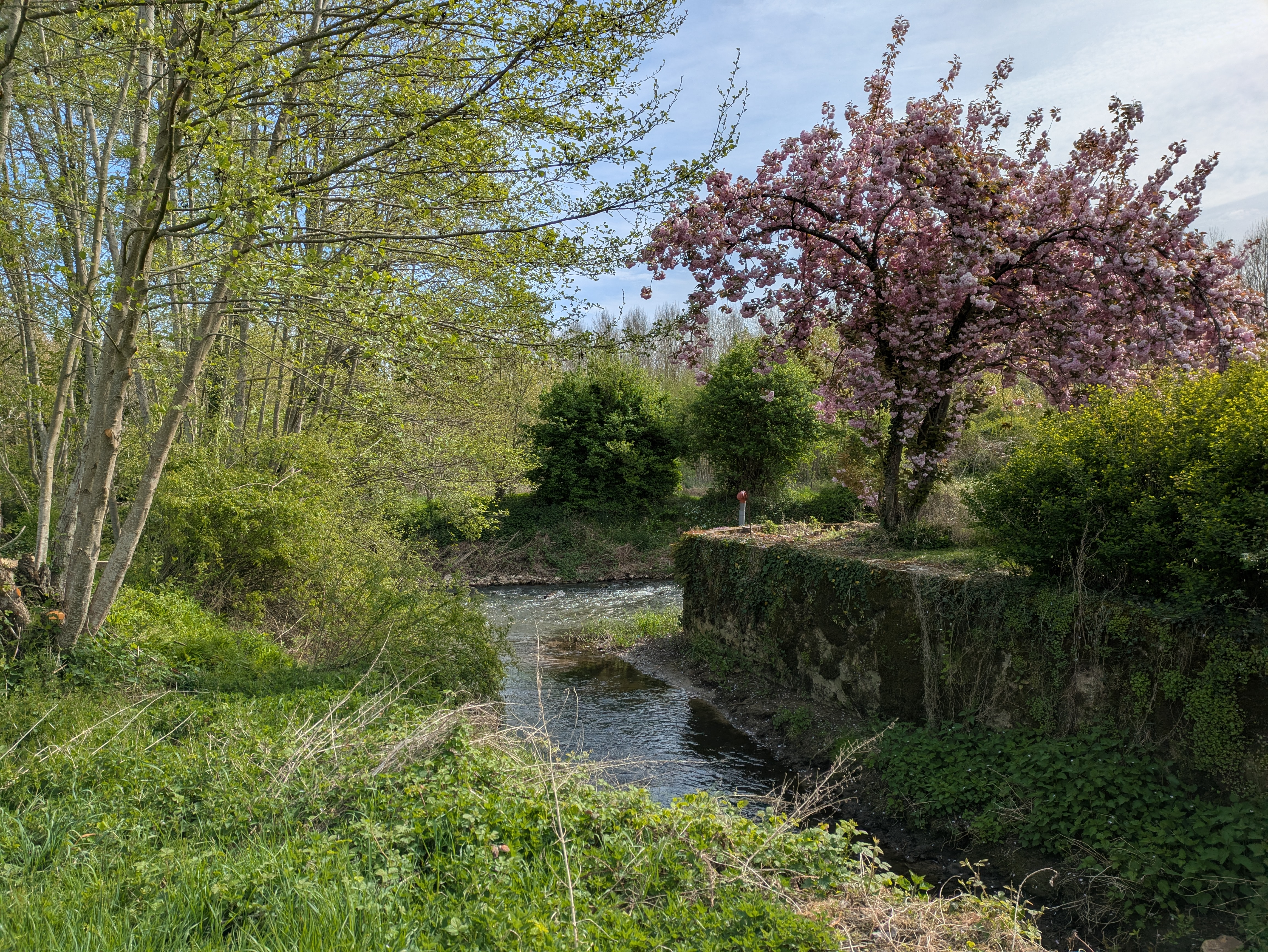
Le Petit Morin au printemps, au niveau du gué de Mécringes.

En 2010, le climat de la commune est de type climat océanique dégradé des plaines du Centre et du Nord, selon une étude du Centre national de la recherche scientifique s'appuyant sur une série de données couvrant la période 1971-2000. En 2020, Météo-France publie une typologie des climats de la France métropolitaine dans laquelle la commune est exposée à un climat océanique altéré et est dans la région climatique  Nord-est du bassin Parisien, caractérisée par un ensoleillement médiocre, une pluviométrie moyenne régulièrement répartie au cours de l’année et un hiver froid (3 °C). 
Pour la période 1971-2000, la température annuelle moyenne est de 10,5 °C, avec une amplitude thermique annuelle de 15,1 °C. Le cumul annuel moyen de précipitations est de 716 mm, avec 12,2 jours de précipitations en janvier et 8,3 jours en juillet. Pour la période 1991-2020, la température moyenne annuelle observée sur la station météorologique de Météo-France la plus proche, « Esternay-Man », sur la commune d'Esternay à 15 km à vol d'oiseau, est de 10,9 °C et le cumul annuel moyen de précipitations est de 780,5 mm. 
La température maximale relevée sur cette station est de 42,5 °C, atteinte le 25 juillet 2019 ; la température minimale est de −25 °C, atteinte le 14 février 1956,,. 
Les paramètres climatiques de la commune ont été estimés pour le milieu du siècle (2041-2070) selon différents scénarios d'émission de gaz à effet de serre à partir des nouvelles projections climatiques de référence DRIAS-2020. Ils sont consultables sur un site dédié publié par Météo-France en novembre 2022.

### Milieux naturels et biodiversité
L'Inventaire national du patrimoine naturel (INPN) recense espèces sur le territoire de la commune, dont espèces protégées et espèces menacées.
Mécringes compte une zone naturelle d'intérêt écologique, faunistique et floristique (ZNIEFF) de type I : « réseau de cours d'eau affluents du Petit Morin », qui regroupe plusieurs affluents picards du Petit Morin dont le ru de Vinet, qui fait office de frontière entre Mécringes et La Celle-sous-Montmirail dans l'Aisne. Ces rus peuvent accueillir des frayères de truites fario ainsi que la caloptéryx vierge. Leurs abords, frais et humides, sont peuplés par de nombreuses espèces de fougères, dont la dryoptéride de Borrer et le polystic à aiguillons.

## Urbanisme

### Typologie
Au 1er janvier 2024, Mécringes est catégorisée commune rurale à habitat dispersé, selon la nouvelle grille communale de densité à sept niveaux définie par l'Insee en 2022.
Elle est située hors unité urbaine. Par ailleurs la commune fait partie de l'aire d'attraction de Montmirail, dont elle est une commune de la couronne,. Cette aire, qui regroupe 19 communes, est catégorisée dans les aires de moins de 50 000 habitants,.

### Occupation des sols
L'occupation des sols de la commune, telle qu'elle ressort de la base de données européenne d’occupation biophysique des sols Corine Land Cover (CLC), est marquée par l'importance des territoires agricoles (90,3 % en 2018), une proportion identique à celle de 1990 (90,3 %). La répartition détaillée en 2018 est la suivante : terres arables (82,1 %), forêts (9,3 %), prairies (8,2 %) et zones urbanisées (0,4 %) et .
L'évolution de l’occupation des sols de la commune et de ses infrastructures peut être observée sur les différentes représentations cartographiques du territoire : la carte de Cassini (XVIIIe siècle), la carte d'état-major (1820-1866) et les cartes ou photos aériennes de l'IGN pour la période actuelle (1950 à aujourd'hui).

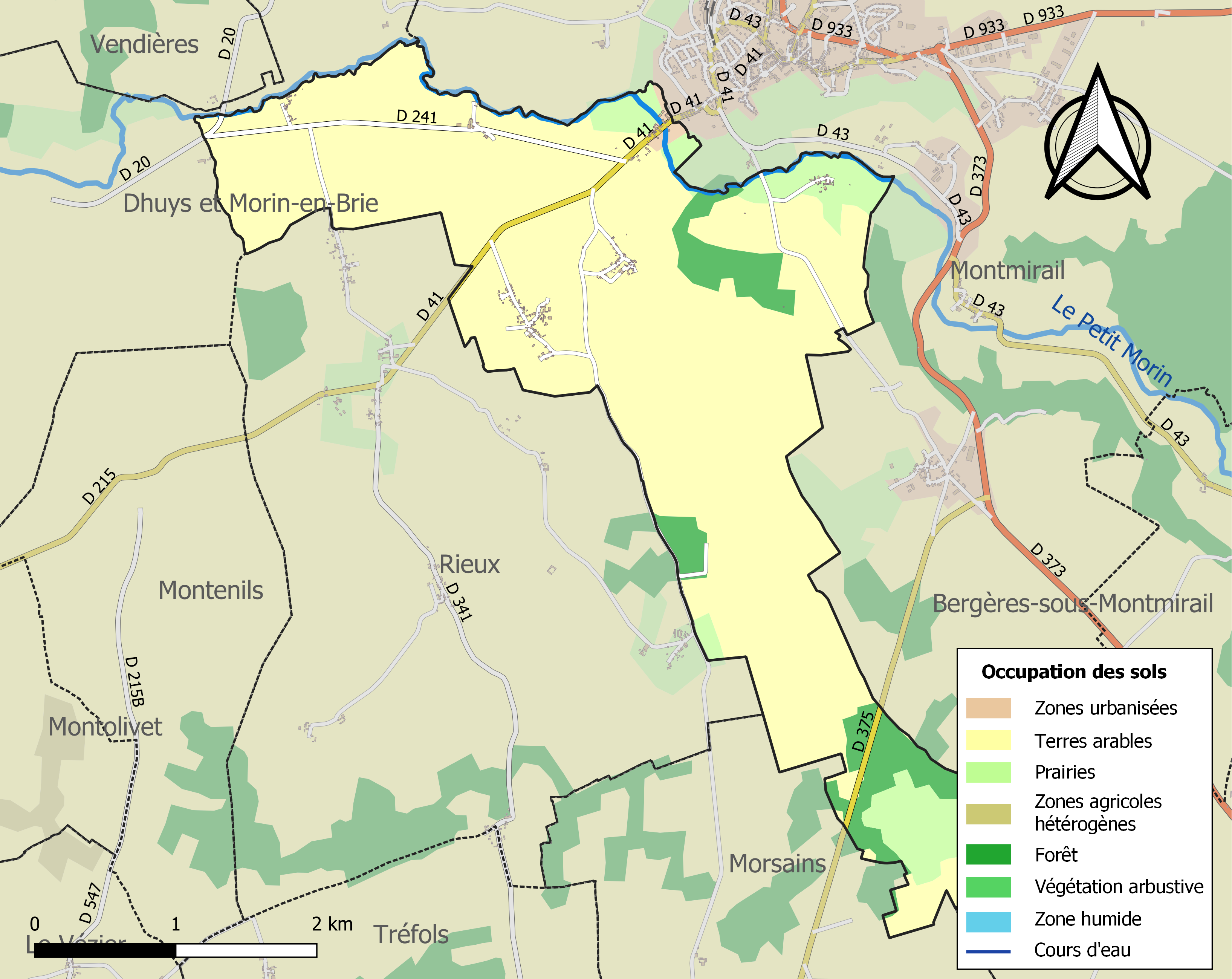
Carte des infrastructures et de l'occupation des sols de la commune en 2018 (CLC).

### Lieux-dits, hameaux et écarts

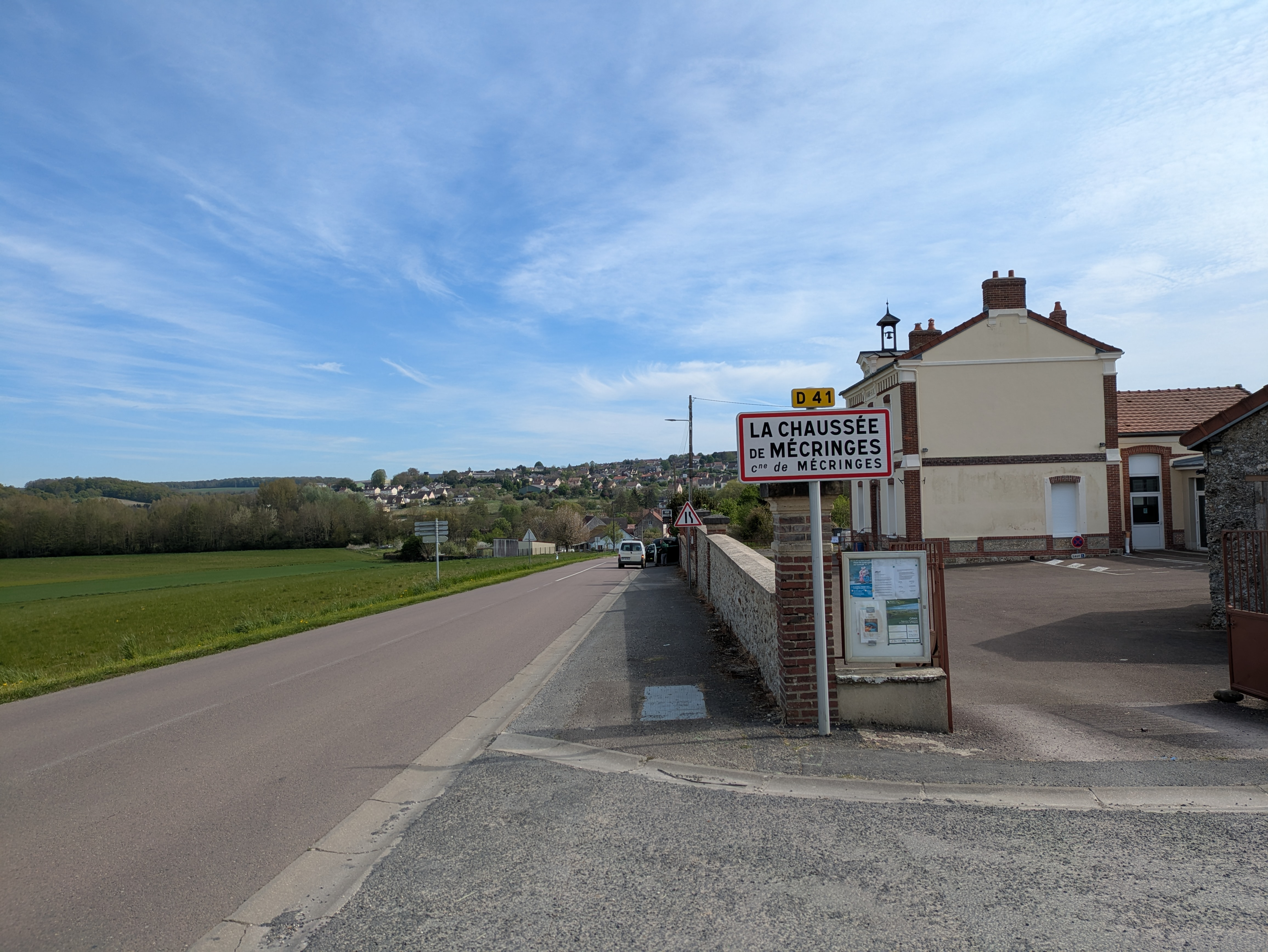
Entrée de la Chaussée de Mécringes, surplombée par Montmirail.

La commune est constituée de six hameaux : Aucourt (ou Haucourt), Boulante, le Bourg, la Chaussée, le Chêne et Hochecourt.

### Planification de l'aménagement
- Carte communale, dont la dernière procédure a été approuvée le 21 octobre 2005[25],[26].

### Habitat et logement
En 2021, Mécringes compte 100 logements. Ces logements sont uniquement des maisons ; la commune ne comptant aucun appartement. En raison de la prévalence des maisons, les résidences principales de Mécringes disposent en moyenne de 4,9 pièces.
Le tableau ci-dessous présente une comparaison de quelques indicateurs chiffrés du logement pour Mécringes, la communauté de communes de la Brie champenoise (CCBC), le département de la Marne et la France entière :
|                                                            | Mécringes | CCBC  | Marne   | France     |
| ---------------------------------------------------------- | --------- | ----- | ------- | ---------- |
| Ensemble des logements                                     | 100       | 4 109 | 300 919 | 37 155 918 |
| Part des résidences principales (en %)                     | 83,5      | 80,9  | 87,5    | 82,2       |
| Part des résidences secondaires (en %)                     | 0,9       | 9,3   | 3,4     | 9,7        |
| Part des logements vacants (en %)                          | 15,6      | 9,8   | 9,1     | 8,1        |
| Part des propriétaires de leur résidence principale (en %) | 96,4      | 69,2  | 52,2    | 57,5       |

À Mécringes, 83,5 % des logements sont en 2021 des résidences principales, 0,9 % des résidences secondaires et 15,6 % des logements vacants. Par ailleurs, 96,4 % des ménages sont propriétaires de leur résidence principale. Mécringes se démarque ainsi par une faible proportion de résidences secondaires et un nombre élevé de ménages propriétaires de leur résidence principale.
Parmi les 83 résidences principales construites avant 2019, 32,9 % avaient été construites avant 1919, 7,3 % entre 1919 et 1945, 6,1 % entre 1946 et 1970, 23,2 % entre 1971 et 1990, 3,7 % entre 1991 et 2005 et 26,8 % depuis 2006.
Le tableau ci-dessous présente l'évolution du nombre de logements sur le territoire de la commune, par catégorie, depuis 1968 :
|                        | 1968 | 1975 | 1982 | 1990 | 1999 | 2010 | 2015 | 2021 |
| ---------------------- | ---- | ---- | ---- | ---- | ---- | ---- | ---- | ---- |
| Résidences principales | 46   | 40   | 46   | 56   | 55   | 67   | 82   | 84   |
| Résidences secondaires | 9    | 14   | 21   | 16   | 14   | 8    | 7    | 1    |
| Logements vacants      | 5    | 7    | 5    | 7    | 10   | 8    | 8    | 16   |
| Total                  | 60   | 61   | 72   | 79   | 79   | 83   | 98   | 100  |

### Voies de communications et transports

#### Voies routières
- D41 vers Rieux.
- D 241 vers La Celle-sous-Montmirail.
- D 933 vers Vauchamps.

#### Transports en commun
- Fluo Grand Est

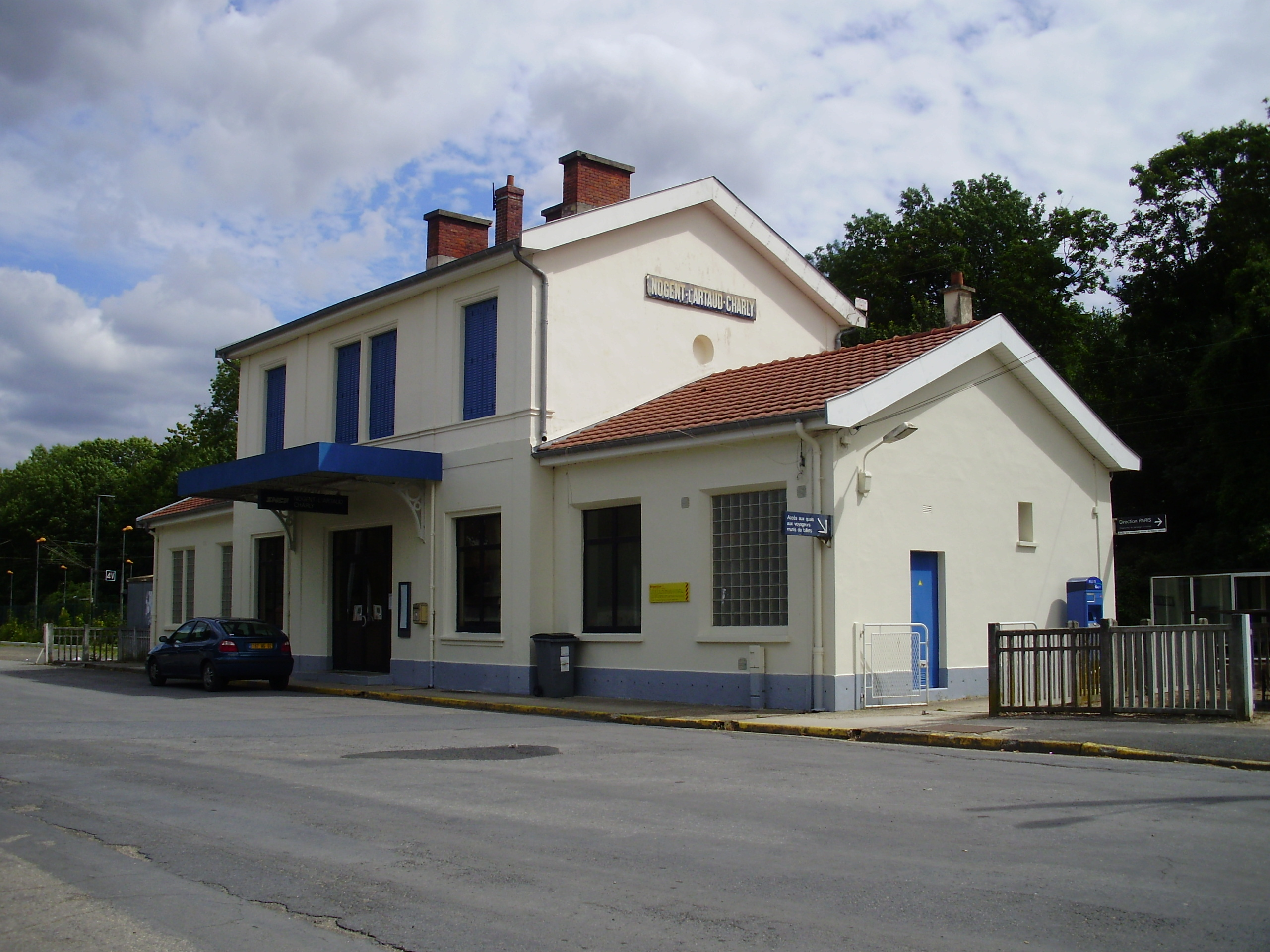
La gare de Nogent-l'Artaud - Charly.

Les gares les plus proches sont les suivantes :
- Gare de Nogent-l'Artaud - Charly,
- Gare de La Ferté-Gaucher,
- Gare de Château-Thierry,
- Gare de Saint-Siméon,
- Gare de Nanteuil - Saâcy.

### Risques naturels et technologiques
Commune située dans une zone 1 de sismicité très faible.

## Toponymie
Le nom de la localité est attesté sous les formes Mescringiæ (vers 1159) ; Mecringiæ (1210) ; Meschringes (1210) ; Mesclenges (vers 1222) ; Mesringes (1232) ; Mescringes (1232) ; Mesgrives (1239) ; Meclinges (1271) ; Meiclinges (vers 1272) ; Mescranges (vers 1395) ; Mescringe (1443) ; Mécringe-sous-Montmirel (1729).

## Histoire
Dommages de guerre.
Deux habitants ont été admis parmi les 4281 Justes parmi les nations de France pour avoir sauvé des personnes juives persécutées par le régime nazi et le gouvernement de Vichy : Odette et René Deguay.

## Politique et administration

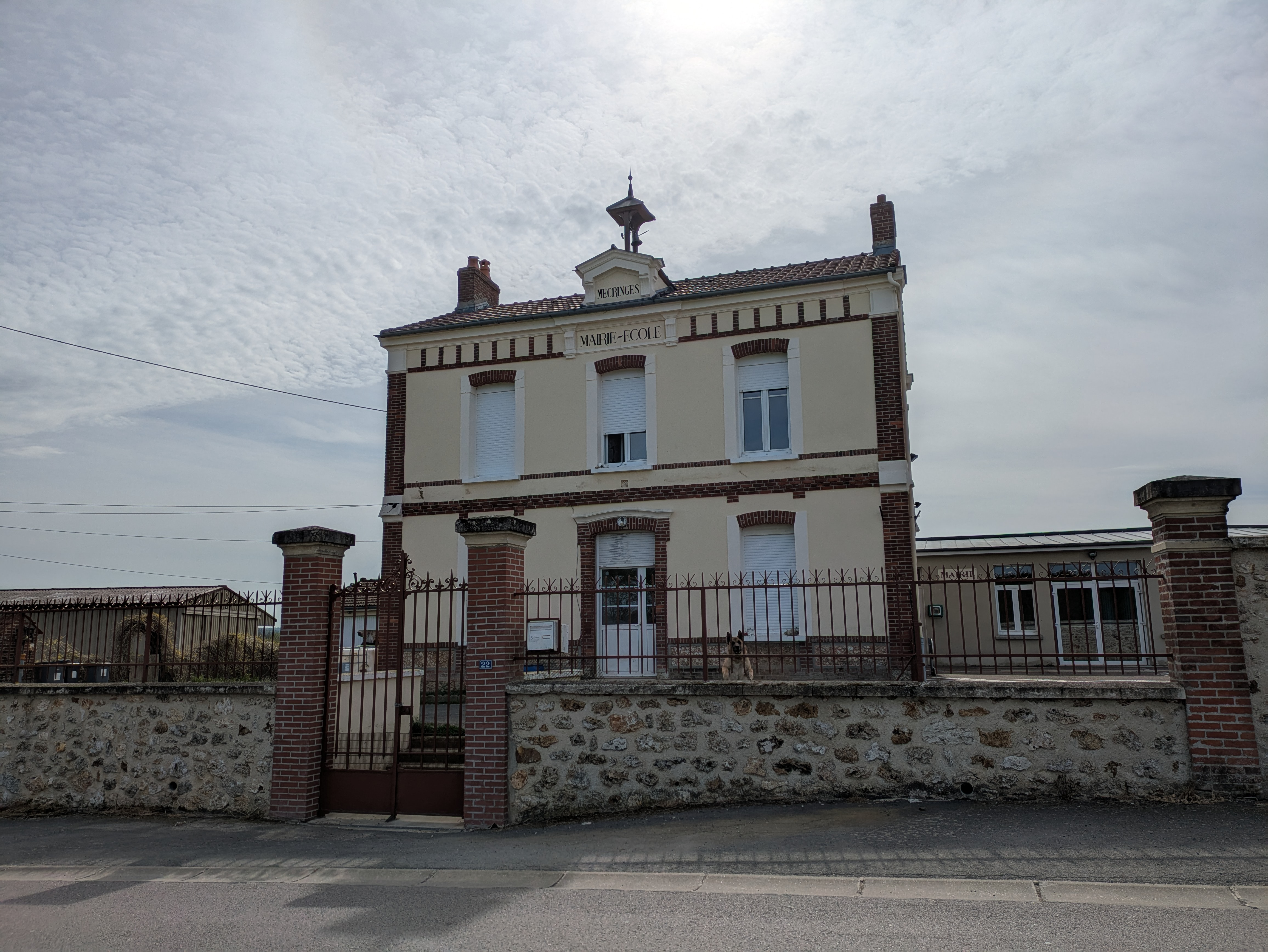
La mairie de Mécringes.

### Découpage territorial

#### Commune et intercommunalités
Commune membre de la communauté de communes de la Brie champenoise,.

### Élections municipales et communautaires

#### Liste des maires
| Période                                  | Période                      | Identité           | Étiquette | Qualité                        |
| ---------------------------------------- | ---------------------------- | ------------------ | --------- | ------------------------------ |
| Les données manquantes sont à compléter. |                              |                    |           |                                |
| 2001                                     | 2008                         | Henri Fournaise    |           |                                |
| 2008                                     | En cours (au 4 juillet 2014) | Guillaume Costelet |           | Réélu pour le mandat 2014-2020 |

### Budget et fiscalité 2021
En 2021, le budget de la commune était constitué ainsi :
- total des produits de fonctionnement : 110 000 €, soit 530 € par habitant ;
- total des charges de fonctionnement : 39 000 €, soit 186 € par habitant ;
- total des ressources d'investissement : 35 000 €, soit 170 € par habitant ;
- total des emplois d'investissement : 1 000 €, soit 6 € par habitant ;
- endettement : 0 €, soit 0 € par habitant.

Avec les taux de fiscalité suivants :
- taxe d'habitation : 6,25 % ;
- taxe foncière sur les propriétés bâties : 23,98 % ;
- taxe foncière sur les propriétés non bâties : 6,38 % ;
- taxe additionnelle à la taxe foncière sur les propriétés non bâties : 13,17 % ;
- cotisation foncière des entreprises : 8,31 %.

Chiffres clés Revenus et pauvreté des ménages en 2020 : médiane en 2020 du revenu disponible, par unité de consommation : 23 660 €.

## Équipements et services publics

### Eau et déchets
L'approvisionnement en eau potable et l'assainissement des eaux usées sont des compétences de la communauté de communes de la Brie champenoise. Mécringes est alimentée en eau potable par le captage du Pré des Cognots à Morsains. La production et la distribution d'eau potable font l'objet d'une délégation de service public confiée à Suez jusqu'en 2028. Le hameau de Hochecourt  est desservi par une station d'épuration d'une capacité de 120 équivalent-habitants. L'assainissement collectif y est assuré en régie par la communauté de communes. Sur le reste de la commune, l'assainissement est toutefois non collectif.
La communauté de communes est également compétente en matière de déchets. La collecte des ordures ménagères résiduelles (en bac) et des déchets recyclables (en sacs translucides jaunes) est réalisée en porte à porte. La communauté de commune adhérant au syndicat de valorisation des ordures ménagères de la Marne (SYVALOM), ces déchets sont amenés au centre de transfert départemental de Sézanne puis valorisés sur le site de La Veuve. La communauté de communes propose des composteurs individuels à tarif réduit pour les biodéchets. La collecte du verre et des textiles se fait en apport volontaire. Pour les autres déchets, l'unique déchèterie de la communauté de communes est située à Montmirail, dans le hameau de Maclaunay. La collecte des déchets et la gestion de la déchèterie sont confiées à des entreprises privées par marchés publics.

### Enseignement
Mécringes fait partie de l'académie de Reims.
Les enfants de Mécringes sont accueillis dans les écoles de Montmirail : l'école maternelle, installée rue de la Troisième Avenue et fréquentée par 122 élèves, et l'école élémentaire, installée rue du Faubourg de Paris et fréquentée par 255 élèves (chiffres 2024-2025).
Les jeunes de Mécringes sont ensuite rattachés au collège de la Brie champenoise à Montmirail et au lycée La Fontaine du Vé de Sézanne.

### Santé
- Professionnels et établissements de santé[49] :
- Médecins à Montmirail, Villeneuve-sur-Bellot, Condé-en-Brie, Esternay, Chézy-sur-Marne.
- Pharmacies à Montmirail, Villeneuve-sur-Bellot, Condé-en-Brie, Esternay, Chézy-sur-Marne.
- Hôpitaux à Château-Thierry, Saint-Ouen-sur-Morin, Sézanne.

### Postes et télécommunications
Trois boîtes aux lettres de La Poste se trouvent sur le territoire de la commune : la Chaussée, rue de la Croix Passant (le Chêne) et rue des Bourgeois (Hochecourt). Le bureau de poste le plus proche est situé à Montmirail, à environ 2 km de Mécringes.

### Justice, sécurité et secours
Du point de vue judiciaire, Mécringes relève du conseil de prud'hommes d'Épernay, du tribunal de commerce de Reims, du tribunal judiciaire, du tribunal paritaire des baux ruraux et du tribunal pour enfants de Châlons-en-Champagne, dans le ressort de la cour d'appel de Reims. Pour le contentieux administratif, la commune dépend du tribunal administratif de Châlons-en-Champagne et de la cour administrative d'appel de Nancy.
Mécringes est située en secteur Gendarmerie nationale et dépend de la brigade de Montmirail.
En matière d'incendie et de secours, le centre d'incendie et de secours le plus proche est celui de Montmirail, dépendant du Service départemental d'incendie et de secours (SDIS) de la Marne.

## Population et société

### Démographie

#### Évolution démographique
L'évolution du nombre d'habitants est connue à travers les recensements de la population effectués dans la commune depuis 1793. Pour les communes de moins de 10 000 habitants, une enquête de recensement portant sur toute la population est réalisée tous les cinq ans, les populations de référence des années intermédiaires étant quant à elles estimées par interpolation ou extrapolation. Pour la commune, le premier recensement exhaustif entrant dans le cadre du nouveau dispositif a été réalisé en 2007.

En 2022, la commune comptait 208 habitants, en évolution de +4,52 % par rapport à 2016 (Marne : −1,19 %, France hors Mayotte : +2,11 %).
| 1793 | 1800 | 1806 | 1821 | 1831 | 1836 | 1841 | 1846 | 1851 |
| ---- | ---- | ---- | ---- | ---- | ---- | ---- | ---- | ---- |
| 195  | 203  | 224  | 222  | 208  | 236  | 225  | 263  | 245  |

| 1856 | 1861 | 1866 | 1872 | 1876 | 1881 | 1886 | 1891 | 1896 |
| ---- | ---- | ---- | ---- | ---- | ---- | ---- | ---- | ---- |
| 200  | 229  | 231  | 206  | 225  | 216  | 216  | 223  | 203  |

| 1901 | 1906 | 1911 | 1921 | 1926 | 1931 | 1936 | 1946 | 1954 |
| ---- | ---- | ---- | ---- | ---- | ---- | ---- | ---- | ---- |
| 209  | 203  | 211  | 194  | 173  | 187  | 192  | 199  | 168  |

| 1962 | 1968 | 1975 | 1982 | 1990 | 1999 | 2006 | 2007 | 2012 |
| ---- | ---- | ---- | ---- | ---- | ---- | ---- | ---- | ---- |
| 165  | 154  | 115  | 126  | 160  | 141  | 137  | 136  | 185  |

| 2017 | 2022 | - | - | - | - | - | - | - |
| ---- | ---- | - | - | - | - | - | - | - |
| 204  | 208  | - | - | - | - | - | - | - |

### Cultes
Pour le culte catholique, Mécringes dépend de la paroisse Saint-Vincent-de-Paul - Montmirail, au sein du diocèse de Châlons-en-Champagne.

### Médias
La presse écrite régionale comprend le quotidien L'Union, le bi-hebdomadaire Le Pays briard et l'hebdomadaire L'Hebdo du vendredi.
Parmi les stations de radio locales, il est possible de citer Ici Champagne-Ardenne et Champagne FM.

## Économie

### Entreprises et commerces

#### Agriculture
- Culture de céréales, de légumineuses et de graines oléagineuses.
- Culture de fruits à pépins et à noyau.
- Culture et élevage associés.
- Élevage d'autres animaux.
- Culture de la vigne.

Mécringes est une commune française ayant l'autorisation de produire les vins d'appellations suivantes:
* le Champagne,
* le Coteaux champenois.

#### Tourisme
- Hébergements et restauration à Montmirail, l'Épine-aux-Bois, Montolivet, Verdelot.

#### Animations
- La communauté de communes de la Brie Champenoise bénéficie d'un réseau associatif recouvrant de nombreux domaines (sport & bien-être ; culture ; enfance et scolarité ; loisirs ; social et solidarité ; culturels et sportifs)[62].

#### Commerces
- Commerces et services à Esternay, Montmirail, Château-Thierry, Charly-sur-Marne.

## Culture locale et patrimoine

### Lieux et monuments

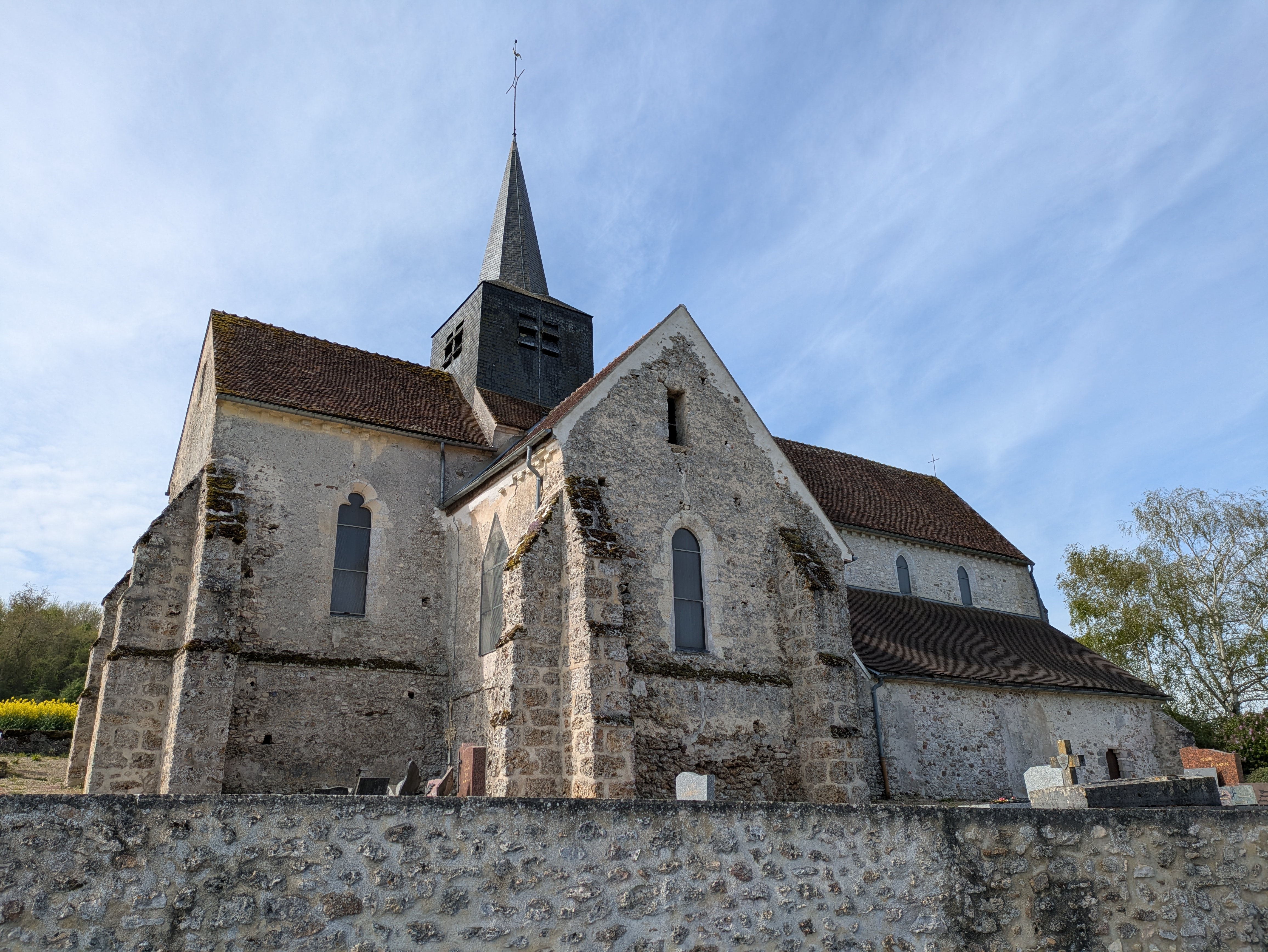
L'église Saint-Fiacre.

- Église Saint-Fiacre[63],[64],[65].

Objets mobiliers,,
- Musée du poids[69] comportant une exceptionnelle collection de poids allant du Moyen Âge à nos jours et un rappel de l'histoire du système métrique issu de la Révolution de 1789[70],[71],[72].
- Le porche de la ferme avec son architecture typiquement briarde des années 1770, renfermant une tour avec un ancien pigeonnier contenant 2209 niches en terre glaise.
- Les 4 lavoirs et l'ancien moulin[73],[74].
- Vallée du Petit Morin : rideau de peupliers le long de la rivière[75].
- Monument aux morts[76] : Conflits commémorés : Guerre 1914-1918.